# RED LINE/라이프 이즈 뷰티풀!
〈RED LINE/라이프 이즈 뷰티풀!〉(RED LINE/ライフ イズ ビューティフル! 레드라인/라이프이즈뷰티풀[*])은 안주루무의 열 여섯 번째 싱글이다. 2023년 12월 13일에 업프런트 워크스(hachama 레이블)에서 발매되었다.

## 개요
- 11기 멤버인 시모이타니 유키호, 고토 하나 첫 참가 싱글.
- 초도 생산 한정반 A · B · 스페셜(이하 ‘SP’), 통상반 A · B의 다섯 가지 형태로 발매됐다. SP를 포함하는 초도 생산 한정반은 CD+DVD, 통상반은 CD만으로 구성되어 있다. 초도 생산 한정반 SP에만 ‘이벤트 추첨 시리얼 넘버 카드’가 봉입되어 있다. 통상반의 초도 사양에만 트레이딩 카드 크기의 생사진 솔로 10종+단체 1종에서 랜던으로 1장이 봉입(통상반 A는 ‘RED LINE}→레드 라인’ Ver., 통상반 B는 ‘ライフ イズ ビューティフル!→라이프 이즈 뷰티풀!’ Ver.)됐다.

## 발매일
| 국가 | 날짜            | 레이블                 | 포맷   | 상품 번호                             |
| ---- | --------------- | ---------------------- | ------ | ------------------------------------- |
| 일본 | 2023년 6월 14일 | hachama/UP-FRONT WORKS | CD+DVD | HKCN-50785 ~ 6 (초도 생산 한정반 A)   |
| 일본 | 2023년 6월 14일 | hachama/UP-FRONT WORKS | CD+DVD | HKCN-50787 ~ 8 (초도 생산 한정반 B)   |
| 일본 | 2023년 6월 14일 | hachama/UP-FRONT WORKS | CD+DVD | HKCN-50789 ~ 90 (초도 생산 한정반 SP) |
| 일본 | 2023년 6월 14일 | hachama/UP-FRONT WORKS | CD+DVD | CD+다운로드 카드                      |
| 일본 | 2023년 6월 14일 | hachama/UP-FRONT WORKS | CD     | HKCN-50791 (통상반 A）                |
| 일본 | 2023년 6월 14일 | hachama/UP-FRONT WORKS | CD     | HKCN-50792 (통상반 B)                 |

## 참가 멤버
- 3기 : 사사키 리카코
- 4기 : 카미코쿠료 모에
- 6기 : 카와무라 아야노
- 7기 : 이세 레이라
- 8기 : 하시사코 린
- 9기 : 카와나 린, 타메나가 시온, 마츠모토 와카나
- 10기 : 히라야마 유키
- 11기 : 시모이타니 유키호, 고토 하나

### 내용주
1. ↑  인디즈를 포함하는 스마이레지 때부터 통산으로는 37번째(메이저로 한정하면 32번째)이다.